# Hissaritus
Hissaritus is een geslacht van wantsen uit de familie van de Miridae (Blindwantsen). Het geslacht werd voor het eerst wetenschappelijk beschreven door Kiritshenko in 1952.

## Soorten
Het genus is monotypisch en bevat alleen de volgende soort:

- Hissaritus dimorphus Kiritshenko, 1952